# Anton van Aert
A.G.T. (Anton) van Aert (Ulvenhout, 21 november 1958) is een Nederlands politicus namens de PvdA.
In 2002 werd hij wethouder van de gemeente Boxtel. Tien jaar later volgde zijn benoeming tot burgemeester van de gemeente Best. Eerder werkte hij onder andere als uitgever.
Van Aert weigerde zich om fiscale redenen in Best te vestigen. De termijn van Van Aert loopt tot september 2018. Hij heeft laten weten niet herbenoemd te willen worden en zit sinds medio 2017 ziek thuis. In november 2017 werd Hans Ubachs daar benoemd als waarnemend burgemeester.